# 2012년 서울국제실험영화페스티벌
제9회 서울국제실험영화페스티벌은 2012년 8월 30일에 열린 시상식이다.

## 수상 및 후보

### Jungwoon AWARD
- 단동 여행기 - 박민하 수상

### Avid Award 국제경쟁 부문
- 비바 파라디 - 이자벨 톨레나에레 수상

### Avid Award 국내경쟁 부문
- 결 - 차미혜 수상

### Fuji Award 국제경쟁 부문
- 컨퍼런스 - 노르베르트 파펜비흘러 수상

### Fuji Award 국내경쟁 부문
- 2월 - 조인한 수상

### 엑스-나우
- 허공, 그늘 - 황선숙
- 북쪽으로 이천리 - 유최늘샘
- 째보리스키 포인트 - 박병래
- 2월 - 조인한
- 단동 여행기 - 박민하
- 마스크 - 하지현
- 리멤버링 - 변재규
- App Self-Portrait 2012 v.1.0 - 최종한
- 결 - 차미혜
- 아무도 아무것도 아닌 - 이채민
- 산다, 살다 - 이태영
- 슬라이서 - 최인실
- 루루루 - 서진화
- [[쉬 [∫]]] - 김선좌
- 당신 - 송원재
- 포스터 크게보기 원시림 - 이현정
- 곤란함 - 텔코시스템즈
- 건너편 아래로 - 로리 펠커
- 비바 파라디 - 이자벨 톨레나에레
- 석유가 세계를 지배할 때 - 미하이 그레쿠
- 20Hz - 세미콘덕터
- 장면 전환 - 야니 루스치카
- 사운딩 글래스 - 실비아 쉬델바우어
- 미지의 구름 - 호 추 니엔
- 폭발은 우리를 더 가깝게 만든다 - 조나단 존슨
- 지구 - 벤 포인테커
- 스퀘어 댄스 최면술사 - 앨런 브라운
- 마술상자 - 케레 라이텔러
- 심장 - 비르지냐 엘레우테리 세레피에리
- 성수태 고지 - 에이야-리사 아틸라
- 바다 연작 #10 - 존 프라이스
- 컨퍼런스 - 노르베르트 파펜비흘러
- 만일 전쟁이 계속된다면 - 조나단 슈월츠
- 도어 게임, 윈도 프레임: 유사 드라마 - 린다 치우-한 라이
- 서울 전기 - 리차드 투오이
- 가는 적선 - 폴 오도노휴
- 리버리드 - 에바 C. 헬드만
- 에덴 - 신야 이소베

### 엑스-초이스
- 물레 - 최원준
- 간섭 - 전준혁
- 먼지들 - 정윤석
- 홍역괴물 - 허철녕
- 날개개미 - 서보형
- 보라 - 이강현
- 청계천 메들리 - 박경근
- 회개의 마지막 날 - 리차드 커
- 기만 - 잰 피콕
- 오리엔테이션 익스프레스 - 프란시스 레밍

### 엑스-레트로
- 추측 - 닉 햄린
- 댓 해즈 빈 - 닉 햄린
- 쉼 없이 - 닉 햄린
- 반그림자 - 닉 햄린
- 세부사항 - 닉 햄린
- 금성일면 통과 - 닉 햄린
- 워터 워터 - 닉 햄린
- 매트릭스 - 닉 햄린
- 4개의 토론토 영화 - 닉 햄린
- 빛과 그림자 - 닉 햄린
- 친 농업 - 닉 햄린
- 피스트리노 - 닉 햄린
- 파니 - 닉 햄린
- 담배 보관소 - 닉 햄린
- 사물의 관찰 - 닉 햄린

### 인디 비주얼
- 혁명전의 기록 - 입 육유
- 싸이코(들): 라이브 리믹스 - 입 육유
- 식인귀 - 입 육유
- 우리는 천사를 원해 - 입 육유
- 그리피스 서클: 숨바꼭질 - 입 육유
- 론데일 히스테리아 - 입 육유
- 패닉룸 - 입 육유
- 구룡에서의 또 다른 우울한 하루 - 입 육유
- 달은 북경에서 더 크다 (축약본) - 입 육유
- 3 오픈 업 - 노재운
- 보드리야르 인 서울 - 노재운
- 콜링 - 노재운
- 치명적 아름다움 - 노재운
- 3 STAND IN - 노재운
- 악의 마음 - 노재운
- 여성의 정체 - 노재운
- 뉴월드 - 노재운
- 얼음여왕 - 노재운
- 5시에서 7시까지의 안개 - 노재운
- 다이아몬드는 여성의 가장 친한 친구 - 노재운
- 흩어진 거울 속에서 - 노재운
- 캐롤앤을 찾아서 - 노재운
- 동쪽 좀비들 - 노재운
- 오 솔레 미오 - 노재운

### 랩 프로그램
- 라운드 - 다니엘 윌머스 외 1명
- 이단자를 위한 사랑과 고생에 관한 지침서 - 다니엘 윌머스
- 눈들의 장막 - 다니엘 윌머스
- 핏줄을 따라서 - 다니엘 윌머스
- 엘레노어와 타임키퍼 - 다니엘 윌머스
- 죽지도 않으면서 떠나지도 않으면서 - 이우정
- 불가능의 밤 - 장영신
- 벽 - 차민정
- 정원의 고요함 - 이장욱
- 얇은 흔적 - 이장욱
- 마칭밴드를 위한 기념식 - 다니엘 윌머스

### 아시아 포럼
- 올 더 라인즈 플로우 아웃 - 찰스 림 이 용
- 이사 - 탄 핀핀
- 나우 쇼잉 - 크리사콩 틴투타이
- 그녀의 친애하는 런던 - 사윗 프라세판
- 트루 블루 어메리칸 코코넛 그루브 - 도리스 살레스 외 1명
- 마진 - 파올로 비야루나
- 파오테레 - 안디 아프란 사브란
- 일렉트릭 시네마 - 앙군 프리암보도
- 끝나지 않은 길 - 마울라나 무하마드 파샤